# Скупски театър
Скупският римски театър (на македонска литературна норма: Скупски римски театър) е археологически обект, античен театър в античния град Скупи, край Скопие, Северна Македония.

## Местоположение
Театърът е разположен в южния склон на Зайчев рид.

## Описание
Това е най-голямата и внушителна сграда в град Скопие. Построена е през II век по времето на император Адриан. Разкрити са сцената, части от сградата и театрона с луксозна мраморна архитектурна украса.
Принадлежи към римските театри, предназначени за драматични и други представления. Има капацитет от около 9000 зрители и е най-големият античен театър на територията на Северна Македония.